# Lower Buckhorn Lake
Lower Buckhorn Lake är en sjö i Kanada.   Den ligger i countyt Peterborough County och provinsen Ontario, i den sydöstra delen av landet, 230 km väster om huvudstaden Ottawa. Lower Buckhorn Lake ligger 274 meter över havet.